# Niveleuse

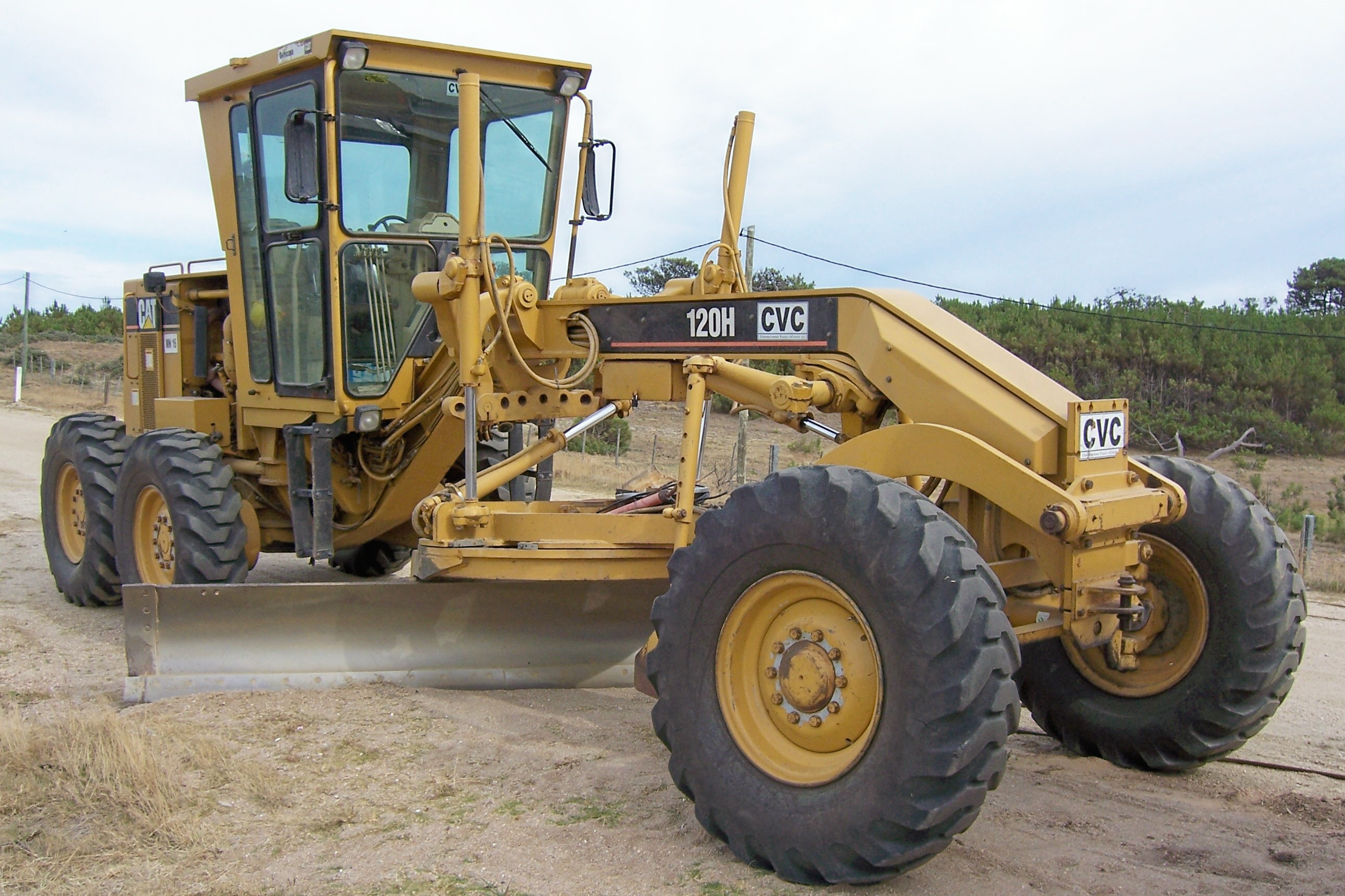
Niveleuse type 120H de Caterpillar.

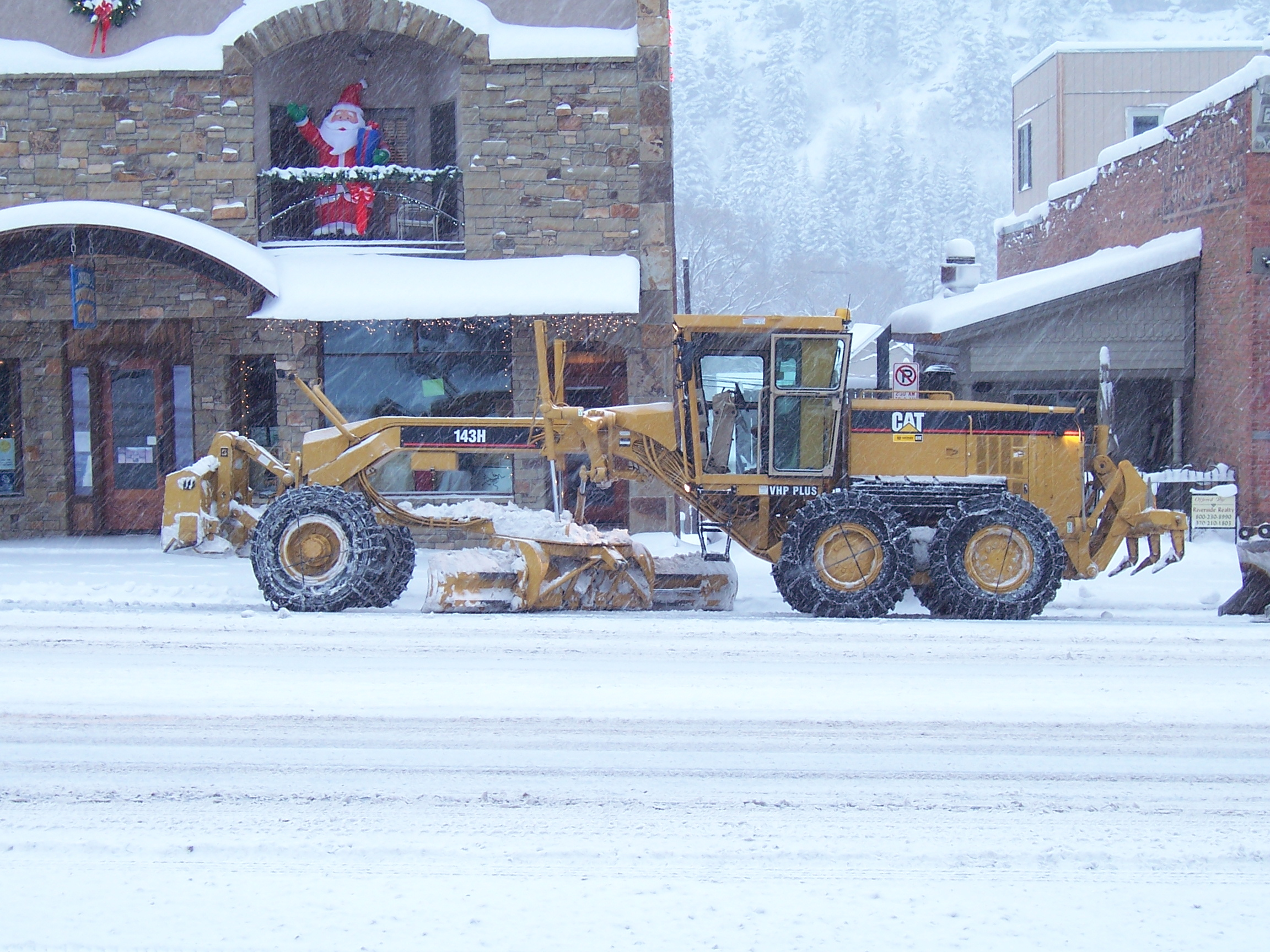
Niveleuse utilisée comme chasse-neige dans le Colorado. Elle est par ailleurs équipée d'une lame bull et d'un ripper.

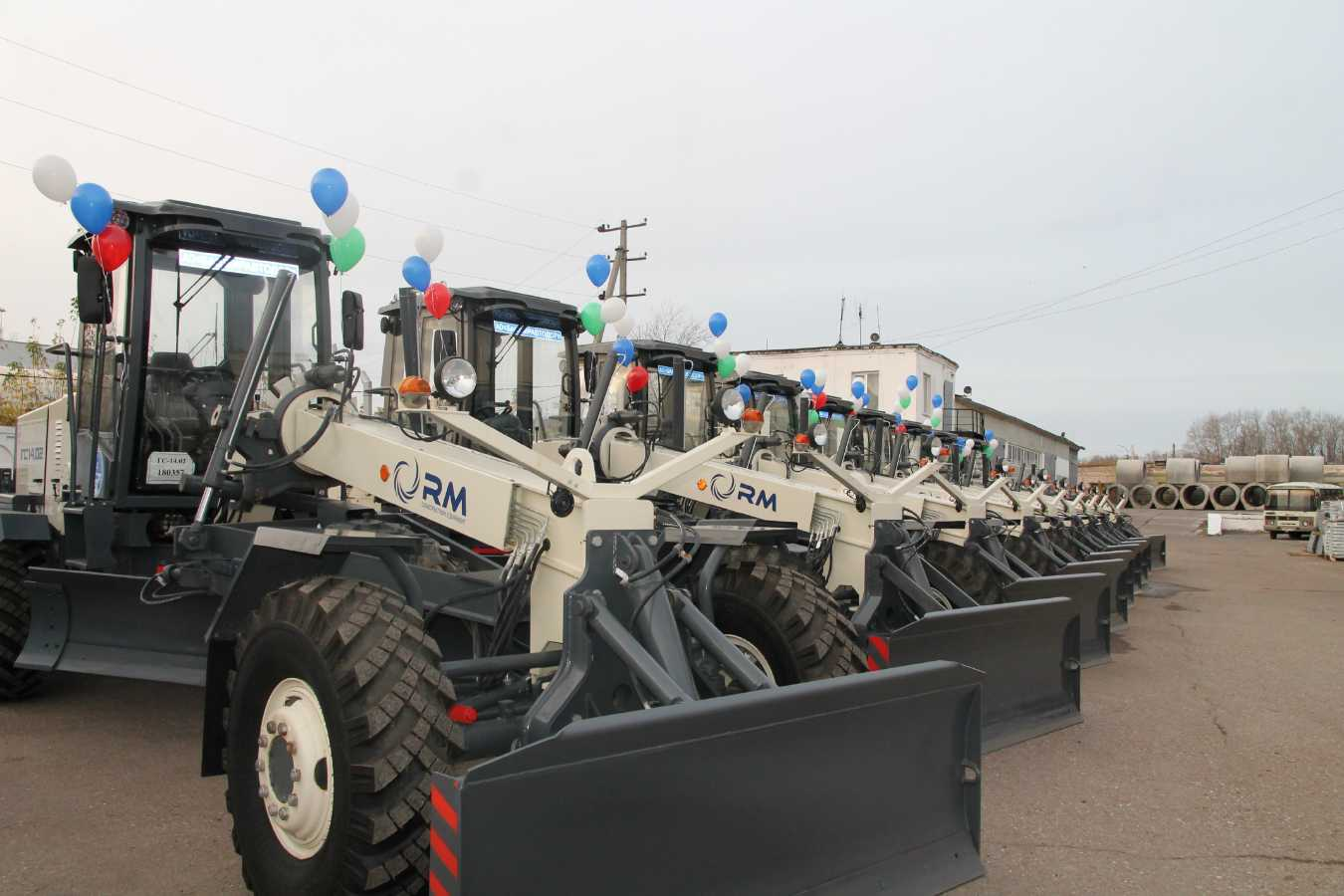
Niveleuses avec lame grader et lame bull.

Une niveleuse est, dans sa version la plus commune, un véhicule de génie civil constitué d'un long châssis articulé à six roues et d'une lame de grande largeur en position ventrale qui permet de régler des couches de matériaux, dans le talutage en gradin (grading) par exemple.
Elle ne doit pas être confondue avec la décapeuse ou scraper, qui sert aussi à régler les sols mais permet de déplacer les matériaux en place sur des distances importantes, d'autant plus que la niveleuse est parfois aussi appelée, à tort, scraper.

## Terminologie
La niveleuse, est souvent appelée par son nom anglais : grader. Elle est utilisée au Québec comme véhicule de déneigement, où elle est appelée gratte dans le langage courant. L'expression constitue cependant un calque de l'anglais grader et l'Office de la langue française recommande l'usage du mot « niveleuse ».

## Histoire
La première niveleuse automotrice a été fabriquée en 1920 par la Russell Grader Manufacturing Company, qui l'a appelée la Russell Motor Hi-Way Patrol. Ces premières niveleuses ont été créées en ajoutant la lame de la niveleuse comme accessoire à un tracteur généraliste. Après avoir racheté la société en 1928, Caterpillar a véritablement intégré le tracteur et la niveleuse en un seul appareil, tout en remplaçant les chenilles par des roues pour produire la première niveleuse automotrice à pneus, la Caterpillar Auto Patrol, commercialisée en 1931.

## Description

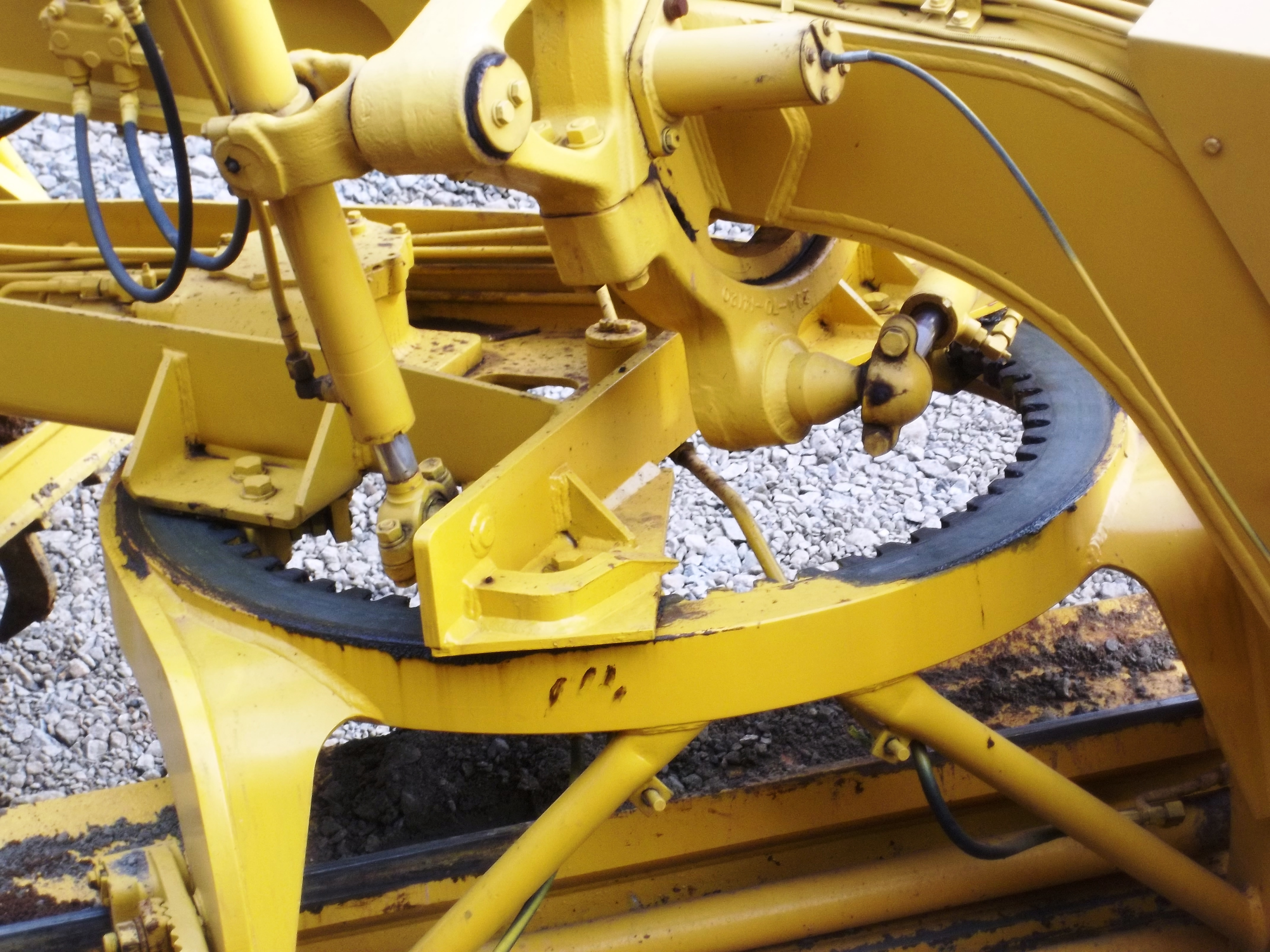
Détail de la couronne d'orientation support de la lame.

### Outils
La lame prépondérante de la niveleuse est la grande lame ventrale de hauteur limitée (appelée aussi grader ou lame niveleuse) située sous la flèche. Elle est suspendue à une couronne orientable qui peut se régler depuis la cabine de pilotage avec des angles importants et selon différents axes : utilisations bulldozer (lame perpendiculaire à la direction d'avancement, angledozer (angle d'attaque, permet de rejeter la terre sur un côté), tiltdozer (dévers, inclinaison à gauche ou à droite de la lame dans le plan vertical perpendiculaire à l'avancement), tipdozer (réglage de l'angle d'entrure ou cavage). La lame peut aussi se déporter à gauche ou à droite par coulissement sur la couronne (déport latéral). L'articulation centrale de la machine peut également contribuer au déport de la lame.
La niveleuse peut de plus comporter un ripper  (dents de sous-soleuse qui permettent de décompacter des couches de matériaux en place) à l'arrière, une lame bulldozer à l'avant ou encore un peigne (scarificateur).

### Groupe motopropulseur
Le groupe motopropulseur situé à l'arrière comporte généralement quatre roues motrices égales (rarement deux) montées sur tandem oscillant. Elles sont solidarisées de chaque côté par des transmissions à chaîne et sont entraînées par un moteur puissant (par exemple 250 chevaux pour une machine de 25 tonnes à lame de 4,5 m). Les roues avant peuvent être rendues motrices par transmission hydraulique.

### Manœuvrabilité
Le braquage est obtenu par les roues avant mais également par l'articulation du châssis. Cette articulation permet aussi de déporter la flèche au travail, ce qui autorise par exemple à taluter en gardant le groupe motopropulseur en bas du talus dans une position sécurisée et l'essieu avant, qui dispose d'un angle d'oscillation considérable, à flanc de talus,

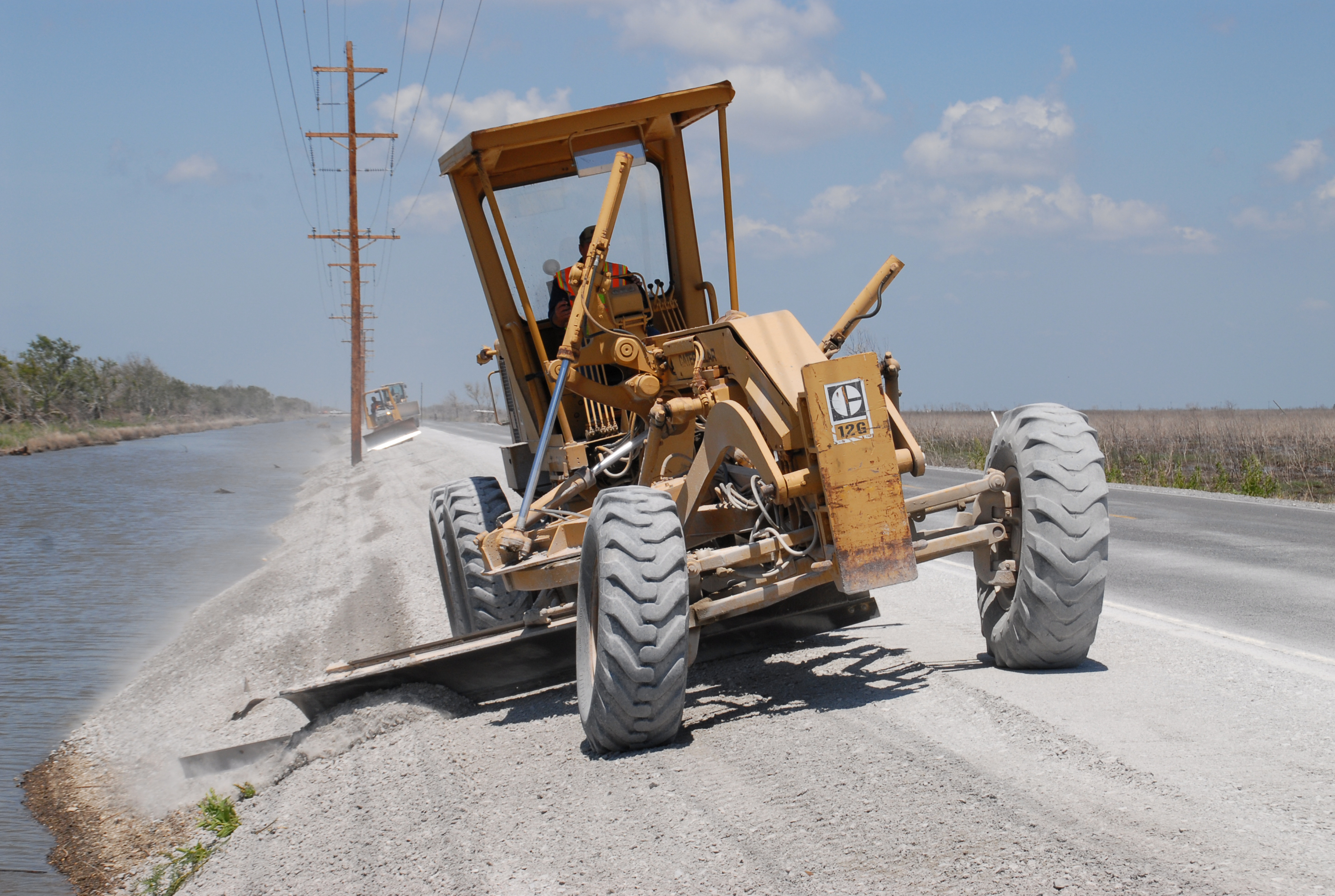
Niveleuse au travail. Remarquer les nombreux vérins permettant l'orientation de la lame.

## Utilisations

### Travaux publics

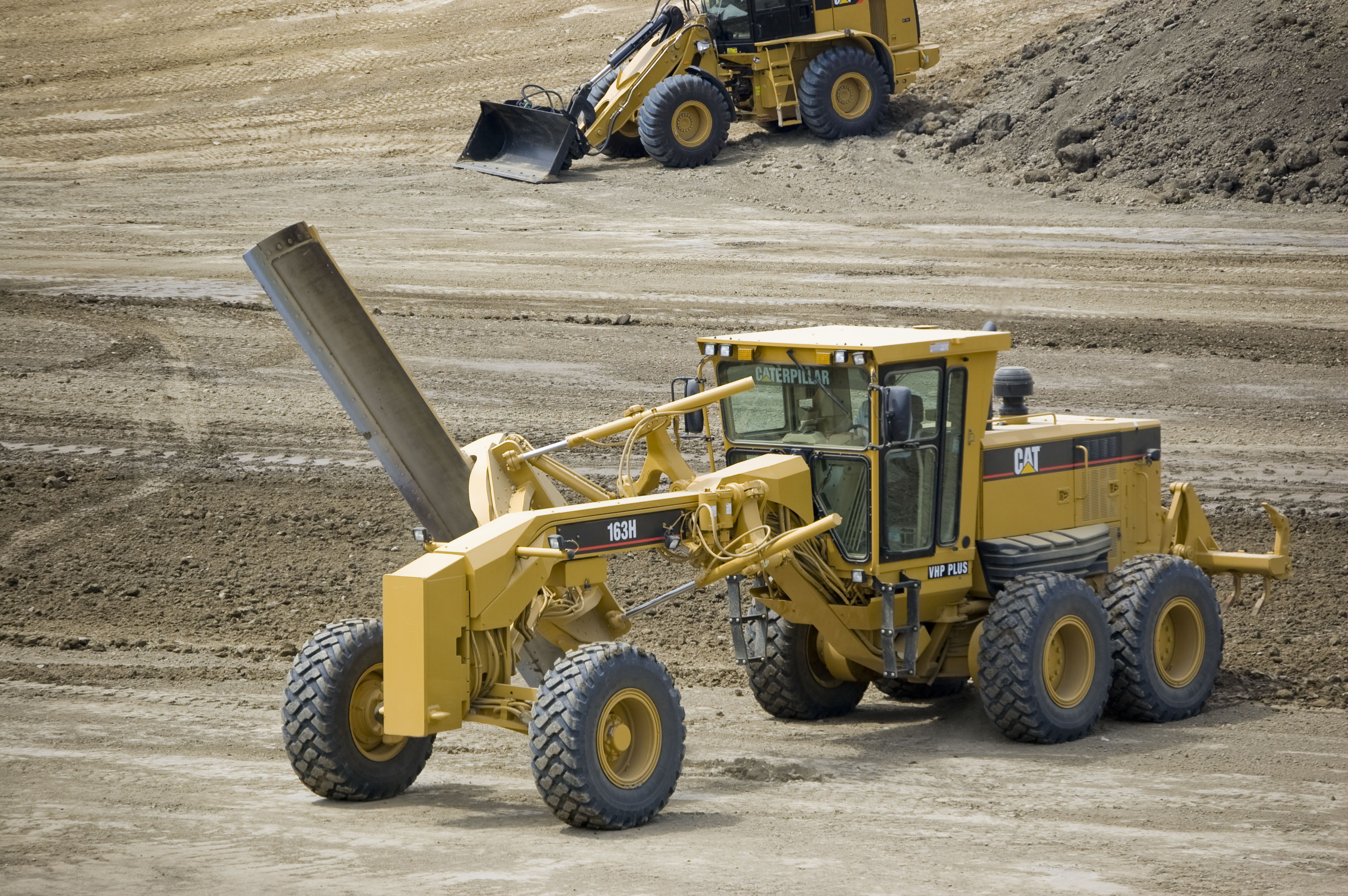
Démonstration de position extrême de la lame.

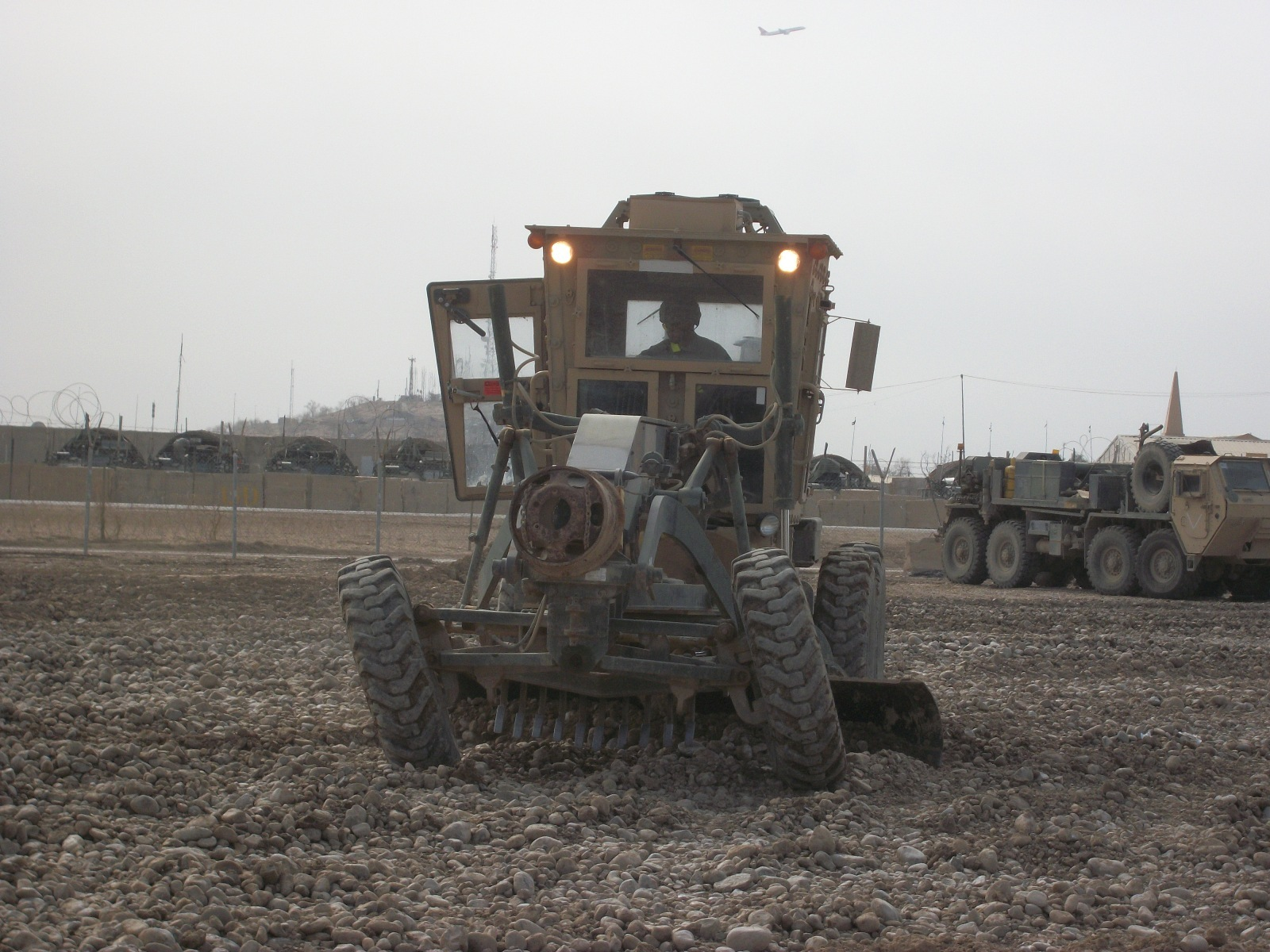
Contre-braquage des roues avant pour compenser l'effet de poussée latérale de la lame. Le peigne de décompaction est placé juste en avant de la lame.

La lame permet de régler les différentes couches de terrain ou de chaussée (fondation et base) constituée de graves hydrauliques, naturelles ou bitumineuses (grave bitume). On l'utilise aussi pour le talutage, le creusement de grands fossés ou canaux et le remblaiement rapide des tranchées.
Le nivelage proprement dit est souvent précédé d'un surfaçage au bulldozer ou au scraper et d'apports de matériaux. Il est suivi d'un compactage : la niveleuse est alors associée à un cylindre (rouleau compresseur) ou à un compacteur (à roues uniquement).

### Nivelage agricole
Concernant des surfaces importantes, il est effectué, soit à l'aide de scrapers légers tractés (Voir Décapeuse#Agriculture et espaces verts), soit avec de grandes lames niveleuses semi-portées ou tractées.

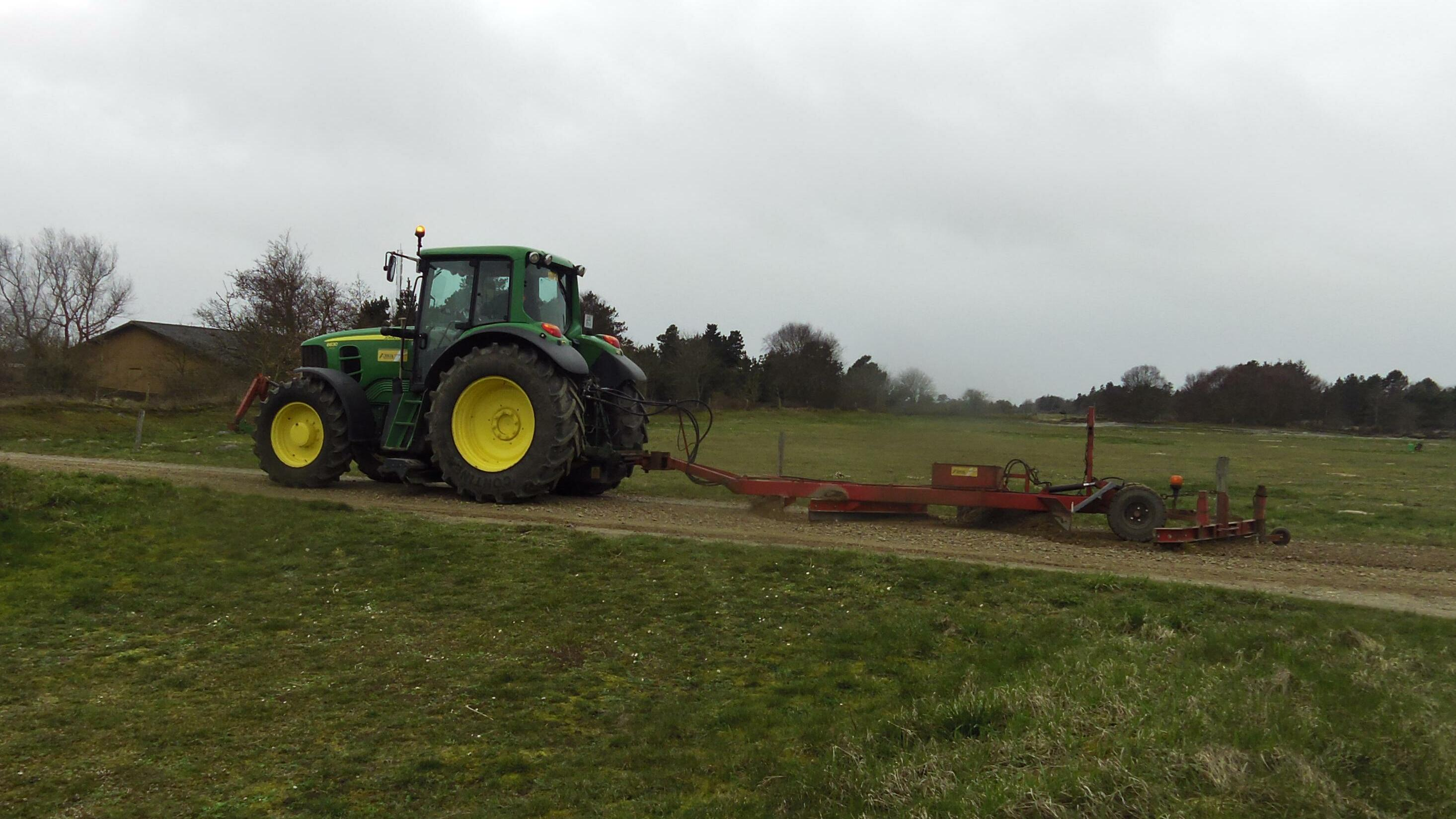
Niveleuse traînée à deux lames à l'entretien de chemins de ferme, Danemark, 2019.

Il existe aussi des lames niveleuses adaptables directement sur les relevages des tracteurs ou traînées pour les travaux légers : entretien de chemin et talus, décapage de tournière ou d'aire de déchargement.
Des lames plus petites sont disponibles pour l'entretien des installations sportives ou des jardins.